# Jiangxi (köping i Kina, Guangxi)
Jiangxi (kinesiska: 江西镇, 江西) är en köping i Kina. Den ligger i den autonoma regionen Guangxi, i den södra delen av landet, omkring 23 kilometer väster om regionhuvudstaden Nanning. Antalet invånare är 30575. Befolkningen består av 14 318 kvinnor och 16 257 män. Barn under 15 år utgör 18,0 %, vuxna 15-64 år 70 %, och äldre över 65 år 11,0 %.
Genomsnittlig årsnederbörd är 2 017 millimeter. Den regnigaste månaden är augusti, med i genomsnitt 423 mm nederbörd, och den torraste är januari, med 34 mm nederbörd.